# 沃倫·奧斯汀
沃倫·羅賓遜·奧斯汀 （英語：Warren Robinson Austin，1877年11月12日—1962年12月25日），為美國政治人物。曾擔任佛蒙特州參議員及美國駐聯合國大使。